# Aleksander Woroncow
Aleksandr Romanowicz Woroncow (ros. Александр Романович Воронцов, ur. 15 września 1741, zm. 14 grudnia 1805) – rosyjski dyplomata i działacz państwowy.

## Życiorys
W 1761 pełnomocnik rządu Rosji w Wiedniu, w latach 1762-1764 minister pełnomocny w Anglii, zaś w latach 1764-1768 w Holandii. 25 XI 1766 wysłał memoriał z Hagi Nikicie Paninowi, który zawierał  ostre potępienie polskich reform.
W okresie 1773–1794 prezydent Kolegium Komercyjnego i członek Komisji Komercyjnej. Prowadził politykę wspierania rosyjskiego handlu zagranicznego.
Od 1779 roku senator. Uczestniczył w podpisaniu najważniejszych umów Rosji z Francją (1786), ze Szwecją (1790) i umowy jasskiej z Turcją (1791). W okresie rządów cara Pawła I w stanie spoczynku. W l. 1802–1804 kanclerz. Działał na rzecz zerwania porozumień i układów z Napoleonem I i utworzenia koalicji antyfrancuskiej. Występował na rzecz zbliżenia z Anglią. Premier rosyjskiego rządu (1802–1805). Przyjaciel Aleksandra Radiszczewa, pomagał rodzinie po jego aresztowaniu.
Brat Siemiona Woroncowa.